# Белокрутец
Белокрутец — деревня в Бабушкинском районе Вологодской области.
Входит в состав сельского поселения Подболотное (до 2015 года входила в Логдузское сельское поселение), с точки зрения административно-территориального деления — в Логдузский сельсовет.
Расстояние по автодороге до районного центра села имени Бабушкина — 116 км, до деревни Логдуз — 10 км. Ближайшие населённые пункты — Белогорье, Козлец, Крутец.
Население по данным переписи 2002 года — 26 человек (9 мужчин, 17 женщин). Всё население — русские.
В деревне расположен памятник архитектуры усадьба Чабыкина (амбар, ледник).